# Louis Maisonnat
Louis Maisonnat, né le 8 novembre 1919 à Romans-sur-Isère (Drôme) et mort le 4 septembre 1986 à Romans-sur-Isère (Drôme), est un homme politique français.

## Biographie
Louis Maisonnat est désigné comme candidat du PCF lors des élections législatives de mars 1967 et est alors élu contre le député divers gauche sortant. Son mandat lui sera renouvelé par les électeurs en 1973, 1978 et 1981. Au Parlement, il s'investit en particulier sur la défense du monde de la montagne, préparant des propositions de lois visant à protéger l'agriculture de moyenne montagne et à démocratiser l'accès aux sports d'hiver.
Il fut également maire de Fontaine (1959-1984) et conseiller général de l'Isère (1967-1985).
Après la création en octobre 1973 du Syndicat mixte des transports en commun de l'agglomération grenobloise, Louis Maisonnat en a été le premier président jusqu'en 1977. 
Celui-ci est mort un an avant la mise en service de la ligne A du tramway de Grenoble qu'il avait soutenu et appelé de ses vœux (voir le chapitre "Hommage").

## Détail des fonctions et des mandats
Mandat local
- 1959 - 1984 : Maire de Fontaine

Mandats parlementaires
- 12 mars 1967 - 30 mai 1968 : Député de la 3e circonscription de l'Isère
- 11 mars 1973 - 2 avril 1978 : Député de la 3e circonscription de l'Isère
- 19 mars 1978 - 22 mai 1981 : Député de la 3e circonscription de l'Isère
- 21 juin 1981 - 1er avril 1986 : Député de la 3e circonscription de l'Isère

## Hommage
Une station de la ligne A du tramway de Grenoble, située dans la commune de Fontaine, en raison du nom de la place piétonne honorant cet ancien maire et située à proximité. Il existe également une rue Louis Maisonnat au Pont-de-Claix